# Вар'яти-шоу
«Вар'яти-шоу» — українськомовне розважальне телешоу. Виробляється студією «Вар'яти Студіо» та виходить в ефір з 2016 року на Новому каналі. Перший сезон вийшов 2 листопада 2016 року. Другий розпочався 1 листопада 2017 року. Початок третього сезону розпочався 31 жовтня 2018 року. Четвертий сезон вийшов на телеекранах 27 серпня 2019 року. П'ятий сезон шоу розпочався 25 грудня 2020 року і продовжився 17 березня 2021. А 7 травня 2021 року шоу завершило свій показ.
Колишнім очільником та одним з ведучих «Вар'ятів» був Сергій Притула.

## Про телешоу
Проєкт з'явився у 2010 році в Тернополі, перший виступ пройшов 28 травня 2010-го під назвою «Перше україномовне гумор-шоу «„Вар'яти“». 2 листопада 2016 відбулася прем'єра телеверсії шоу в ефірі Нового каналу.
Для телеверсії було змінено схему шоу, з моменту появи на телебаченні кожен виступ складається з блоків. До зйомок в ефірах час від часу запрошуються відомі особистості.
Учасники проєкту позиціюють його як народний, тобто доступний всім верствам населення, тому ціни на концерти можуть суттєво відрізнятись в столиці та невеличких містах. Сергій в інтерв'ю жартівливо сказав, що їм простіше влаштувати додаткові концерти, аніж підіймати ціни на квитки.
Проєкт закінчив своє існування у 2021 році після того, як Сергій Притула покинув проєкт.

### Походження назви
Вар'ят — слово галицького діалекту української мови та львівської ґвари, що означає «ненормальний, несамовитий, божевільний».

## Артисти
Станом на грудень 2020 року до складу «Вар'ятів» входять артисти:
- «Тернопільський Сірий» — Сергій Притула[3]
- «Жошка» — Володимир Жогло[4]
- «Владзьо» — Володимир Ковцун[5]
- «Тильний» — Віталій Тильний[6]
- «Полупан» — Сергій Полупан[7]
- «Вальон» — Валентин Сергійчук[8]
- Максим Кравець
- Святослав Марченко

Керівник та ідейний натхненник «Вар'ятів» — український шоумен і телеведучий Сергій Притула.
20 грудня 2016 року у Тернополі відбувся 122-й концерт телешоу.

## Епізоди
| Сезон | Сезон | Епізоди | Оригінальні покази | Оригінальні покази |
| Сезон | Сезон | Епізоди | Прем'єра           | Фінал              |
| ----- | ----- | ------- | ------------------ | ------------------ |
|       | 1     | 8       | 2 листопада 2016   | 14 грудня 2016     |
|       | 2     | 9       | 1 листопада 2017   | 27 грудня 2017     |
|       | 3     | 9       | 31 жовтня 2018     | 26 грудня 2018     |
|       | 4     | 18      | 27 серпня 2019     | 24 грудня 2019     |
|       | 5     | 16      | 25 грудня 2020     | 7 травня 2021      |